# Quesada (Jutiapa)
Quesada es un municipio del departamento de Jutiapa de la región sur-oriente de la República de Guatemala. Es un municipio ubicado al lado oeste de la cabecera departamental Jutiapa. Celebra su feria titular del 26 al 30 de noviembre de cada año en honor a su patrona Santa Catalina de Alejandría.

## Toponimia
El poblado de Quesada se originó en 1740 con la emisión de la escritura que daba en posesión la hacienda llamada «Santa Catarina Quesada» al señor Domingo López Urruela, originario de Quesada, Jaén, Andalucía, España; López Urruela la nombró en honor a su pueblo natal y a la patrona de Jaén.
El 18 de junio de 1897 fue oficialmente declarado como municipio del departamento de Jutiapa.
Aunque la documentación solicitó nombrar «Quesada» al municipio, el acuerdo fue emitido como «Quezada» y así apareció signado en la Constitución del Estado de Guatemala promulgada en 1825, este nombre es erróneo y fue corregido a petición de los vecinos por medio de acuerdo gubernativo 197-1956 del Congreso de la República de Guatemala. Una pugna tuvo auge en 1997 con la llegada del centenario, puesto que personas ajenas al municipio intentaron obligar incluso a los alumnos de los establecimientos a escribir con "Z" el nombre de Quesada, debido al desconocimiento del origen de ésta tierra.

### Ubicación geográfica
Se encuentra a una distancia de 18 kilómetros de la cabecera departamental Jutiapa y a una distancia de 104 kilómetros de la Ciudad de Guatemala, capital del país de Guatemala. Se localiza entre el norte de Jalpatagua, al este de San José Acatempa, al oeste de la cabecera departamental Jutiapa al sur de Casillas municipio de Santa Rosa.
| Noroeste: San José Acatempa | Norte: Casillas           | Nordeste: Jutiapa |
| Oeste: Jalpatagua           |                           | Este: Jutiapa     |
| Suroeste: Jalpatagua        | Sur: Jalpatagua - Jutiapa | Sureste: Jutiapa  |

## División administrativa
El municipio de Quesada tiene una extensión territorial de 84 kilómetros cuadrados. Tiene un total de 19 aldeas y 23 caseríos que son:
Alcalde: Carlos René Arrivillaga Jiménez
| División | Listado |
| -------- | --- |
| Aldeas   | 1. El Jocote 2. El Jícaro 3. Los Potrerillos 4. Bordo Alto 5. Buena Vista 6. El Amatón 7. El Pinito 8. Las Quebradas 9. San Fernando 10. Don Diego "Río de Paz" 11. La Pava 12. El Retiro 13. Los Comunes 14. El Salitrillo 15. Santa Gertrudis 16. El Tule 17. La Brea 18. Laguna Seca |
| Caseríos | 1. El Edén 2. Los Ranchos 3. La Isla 4. Las Palmeras 5. El Rodeo 6. Los Cruces (Los Corrales) 7. La Montañita 8. El Viejo Chaparrón 9. El Nuevo Chaparrón 10. El Zarzalito 11. Vista Hermosa 12. El Hato 13. Las Trojas 14. Linda Vista 15. La Joyona 16. El Calvario 17. El Pinalito 18. La Libertad 19. El Bordo 20. Joya Verde 21. Los Amates 22. El Naranjo (El Salitrón) (Ojo de Agua) 23. Las Anonas 24. Roma |

### Hidrografía
| División  | Listado |
| --------- | --- |
| Ríos      | Las Uluminas, Los Muertos, Río de Paz, El Tempisque, Las Lajas |
| Quebradas | - Agua Escondida - Quebrada del Muerto - El Beneficio - El Bordugón - El Pinito - El Salitre - El Tesoro - El Varal - Honda - La Calera - La Chamarrita - La Melada - La Quebradona - Las Mulas - Los Chilamates - Los Lucios - Los Ranchos - Oscura - Seca - Ullumina - Quebrada De Esquivel |

## Gobierno municipal
Los municipios se encuentran regulados en diversas leyes de la República, que establecen su forma de organización, lo relativo a la conformación de sus órganos administrativos, tributos destinados para los mismos; esta legislación se encuentra dispersa en diversos niveles.  Ahora bien, que exista legislación específica para los municipios no significa que a estos no les sean aplicables las normas contenidas en otros cuerpos normativos, pues aunque se trata de entidades autónomas, las mismas se encuentran sujetas, al igual que todas las entidades de tal naturaleza, a la legislación nacional.
Específicamente, las principales leyes que rigen a los municipios en Guatemala desde 1985 son:
| N.º | Ley                                                | Descripción |
| --- | -------------------------------------------------- | --- |
| 1   | Constitución Política de la República de Guatemala | Le son aplicables diversos artículos generales de la misma, y además tiene una regulación legal específica en los artículos 253 al 262, que constituyen su base constitucional.                                                                                            |
| 2   | Ley Electoral y de Partidos Políticos              | Ley de carácter constitucional creada por la Asamblea Nacional Constituyente que aplicable a los municipios en diversos aspectos pero fundamentalmente en el tema de la conformación de sus autoridades electas, puesto que regula la manera en que se eligen y conforman. |
| 3   | Código Municipal                                   | Decreto 12-2002 del Congreso de la República de Guatemala. Tiene la categoría de ley ordinaria y contiene preceptos generales aplicables a todos los municipios, e inclusive contiene legislación referente a la creación de los municipios.                               |
| 4   | Ley de Servicio Municipal                          | Decreto 1-87 del Congreso de la República de Guatemala. Regula las relaciones entra la municipalidad y los servidores públicos en materia laboral. Tiene su base constitucional en el artículo 262 de la constitución que ordena la emisión de la misma.                   |
| 5   | Ley General de Descentralización                   | Decreto 14-2002 del Congreso de la República de Guatemala. Regula el deber constitucional del Estado, y por ende del municipio, de promover y aplicar la descentralización y desconcentración económica y administrativa.                                                  |

El gobierno de los municipios de Guatemala está a cargo de un Concejo Municipal, de conformidad con el artículo 254 de la Constitución Política de la República de Guatemala, que establece que «el gobierno municipal será ejercido por un concejo municipal». A su vez, el código municipal —que tiene carácter de ley ordinaria y contiene disposiciones que se aplican a todos los municipios de Guatemala— establece en su artículo 9 que «el concejo municipal es el órgano colegiado superior de deliberación y de decisión de los asuntos municipales […] y tiene su sede en la circunscripción de la cabecera municipal». Por último, el artículo 33 del mencionado código establece que «[le] corresponde con exclusividad al concejo municipal el ejercicio del gobierno del municipio».
El concejo municipal se integra de conformidad con lo que establece la Constitución en su artículo 254, es decir «se integra con el alcalde, los síndicos y concejales, electos directamente por sufragio universal y secreto para un período de cuatro años, pudiendo ser reelectos». Al respecto, el código municipal en el artículo 9 establece «que se integra por el alcalde, los síndicos y los concejales, todos electos directa y popularmente en cada municipio de conformidad con la ley de la materia».
Los alcaldes que ha habido en el municipio son:
- 1986-1988: Mario Nery Ramírez Elvira
- 1988-1990: Juan Adolfo Escobar Ávila
- 1990-1993: Carlos René Carrillo
- 1993-1995: Mario Nery Ramírez Elvira
- 1995-1996: César Augusto Herrera García
- 1996-2003: Jaime Antonio Martínez Loayza
- 2003-2004: Aníbal Jiménez Escobar
- 2004-2016: Carlos René Arrivillaga Jiménez
- 2016-2020: Aníbal Jiménez Escobar
- 2020-2024: Carlos Alberto Martínez Castellanos
- 2024-2028: Carlos René Arrivillaga Jiménez

## Historia

### Tras la Independencia de Centroamérica
La constitución del Estado de Guatemala promulgada el 11 de noviembre de 1825 estableció los circuitos para la administración de justicia en el territorio del Estado y menciona que el poblado de Quezada —como apareció Quesada escrito en la constitución— era parte del Circuito Jalpatagua en el Distrito N.º 3 Mita, junto con Jalpatagua, Sacualpa, Tempisque, Conguaco, Asulco, Comapa, Moyuta, Pasaco, Sapuyuca, San Vicente, Coco, Platanar, San Diego, Laguna Grande, Don Melchor, San Isidro, Soyate y Coatepeque.
.

## Cultura y tradiciones
El municipio de Quesada es un pueblo rico en costumbres y tradiciones, aquí se celebran fiestas importantes que fueron traídas con la llegada de los colonizadores, entre ellas la fiesta patronal en honor a Santa Catarina Mártir, patrona del municipio, el inicio de la Cuaresma se realiza un alegórico desfile de disfraces celebrando carnaval, las alfombras y procesiones en Semana Santa son una algarabía devocional, el 3 de mayo se celebra el día de la Santa Cruz, en el que se realizan cuatro fiestas importantes en dos sectores del pueblo y las aldeas El Jocote y El Retiro.
Parte fundamental para conocer a fondo las tradiciones, costumbres y entender el estilo de vida de sus habitantes, son los escritos del poeta y escritor Luis Alberto Arrivillaga López, quesadeño que destacó por su trayectoria literaria basada en Quesada. En 2016 se inicia el proceso de recuperación de la identidad del pueblo de Quesada, como parte de ese proceso, en el censo de población elaborado por el Instituto Nacional de Estadística INE en 2018, el 40 % de la población reivindica su identidad de origen Xinca. El territorio comunal Xinka de Quesada es administrado por una Junta de Principales electa cada 2 años en Asamblea Comunitaria, ésta práctica se realiza desde tiempos inmemoriales.